# Pyronia cyrenaicae
Pyronia cyrenaicae är en fjärilsart som beskrevs av Rothschild 1922. Pyronia cyrenaicae ingår i släktet Pyronia och familjen praktfjärilar. Inga underarter finns listade.